# Sølvested
Sølvested (dansk), Sylvested (historisk dansk) eller Silberstedt (tysk) er en landsby og kommune beliggende cirka 13 kilometer vest for Slesvig by ved Trenen i Sydslesvig. Administrativt hører kommunen under Slesvig-Flensborg kreds i den tyske delstat Slesvig-Holsten. Kommunen samarbejder på administrativt plan med andre kommuner i omegnen i Arns Herred kommunefællesskab (Amt Arensharde).
I kirkelig henseende hører Sølvested under Treja Sogn, som i den danske tid indtil 1864 hørte under Treja Herred (Gottorp Amt). Bastlund (Basland), Esperstoft, Hønning og Kokholm hører under Eggebæk Sogn, som hørte i den danske periode under Ugle Herred (Flensborg Amt).
Den nuværende kommune blev dannet 1976 ved en sammenlægning af kommunerne Sølvested og Esperstoft. Kommunen består af bebyggelserne Agerende (Ackerende), Bastlund (Basland), Busk (Büsche), Esperstoft, den vestlige del af Gørreså (også Køså, ty. Görrisau, den østlige del under Bollingsted), Holm, Hejmskær (Heimskier), Hønning (Hünning), Kokholm (Kockholm), Kroghede el. Kravhede, Mosekær (Maaskier), Rosager (Rosacker), Skibskov (Schipschau) og Svidskov (Schwittschau) samt skovene Rumbrand, Rojskov (Raade) og den sydlige del af skoven Byskov (Büschauer Holz). Ved Skibskov skal i ældre tid, da Trenen var sejlbar, have været et skipperhus.
Sølvested er første gang nævnt 1416 (Rep. dipl.) som Sulverstede. Stednavnets første led henføres til mandsnavn Sølve eller Sølwer. Landsbyen udtales på sønderjysk Sølverstej. Bastlund er første gang nævnt 1774 som Baslund. Forleddet er subst. bast